# Aiudul de Sus, Alba

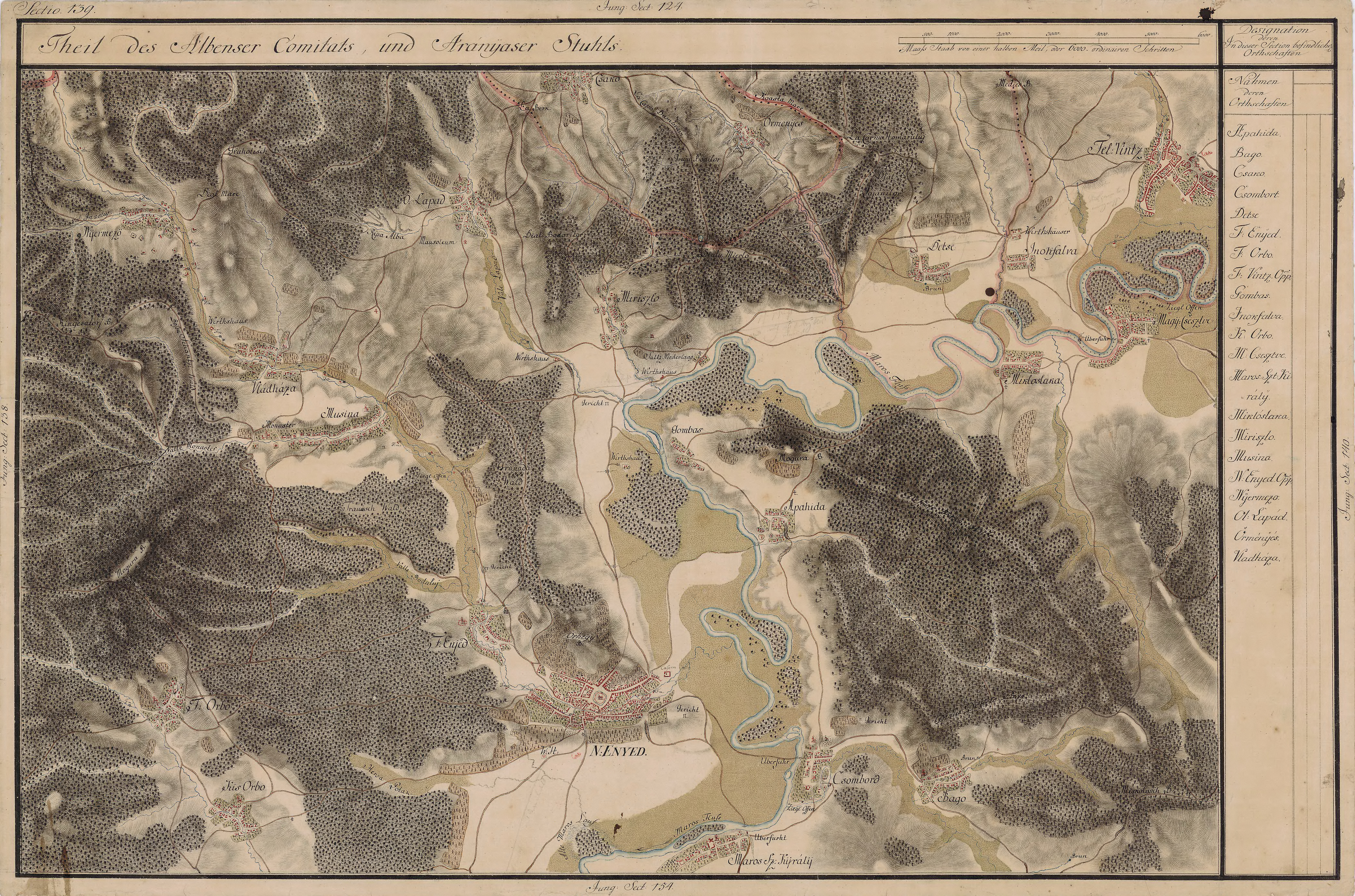
Aiudul de Sus pe Harta Iosefină a Transilvaniei, 1769-1773 (Sectio 139)

Aiudul de Sus (în maghiară Felsöenyed, în germană Egisdorf, în trad. "satul lui Egidiu") este o localitate componentă a municipiului Aiud din județul Alba, Transilvania, România.

## Istoric
Pe Harta Iosefină a Transilvaniei din 1769-1773 (Sectio 139) localitatea apare sub numele de „F. (Felsö) Enyed”.
 Acest articol despre o localitate din județul Alba este deocamdată un ciot. Puteți ajuta Wikipedia prin completarea lui.